# Alioum Saidou
Alioum Saidou (* 19. Februar 1978 in Maroua) ist kamerunischer Fußballspieler.

## Spielerkarriere

### Verein
Alioum Saidou begann seine Karriere bei Coton Sport Garoua. 1999 wechselte er in die Türkei zu İstanbulspor. 2004 wechselte er zu Galatasaray Istanbul. Für die Rückrunde der Saison 2004/05 wurde er an Malatyaspor ausgeliehen. In der Saison 2005/06 spielte er wieder für Galatasaray Istanbul. 2006 wechselte er nach Frankreich zum FC Nantes. Nachdem der FC Nantes in der Saison 2006/07 nur den 20. Platz erreichte und aus der Ligue 1 abstieg, wechselte er zu Kayserispor.

### Nationalmannschaft
Saidou bestritt 18 Länderspiele für die kamerunische Fußballnationalmannschaft und nahm an der Fußball-Afrikameisterschaft 2006 teil.

## Erfolge
Mit Galatasaray Istanbul
- Türkischer Meister: 2005/06

Mit Kayserispor
- Türkischer Pokalsieger: 2007/08

Mit der Kamerunischen Nationalmannschaft
- Teilnehmer an der Afrikameisterschaft: 2006